# Oscar von Boenigk
Oskar Freiherr von Boenigk (25 de Agosto de 1893 – 30 de Janeiro de 1946) foi um piloto alemão durante a Primeira Guerra Mundial. Abateu 26 aeronaves inimigas, o que fez dele um ás da aviação. Sobreviveu à guerra, participou no caldeirão ideológico de quase guerra civil da Alemanha no pós-guerra e, na Segunda Guerra Mundial, subiu até ao posto de Major-general na Luftwaffe.